# Abstimmungsdenkmal (Marienburg)

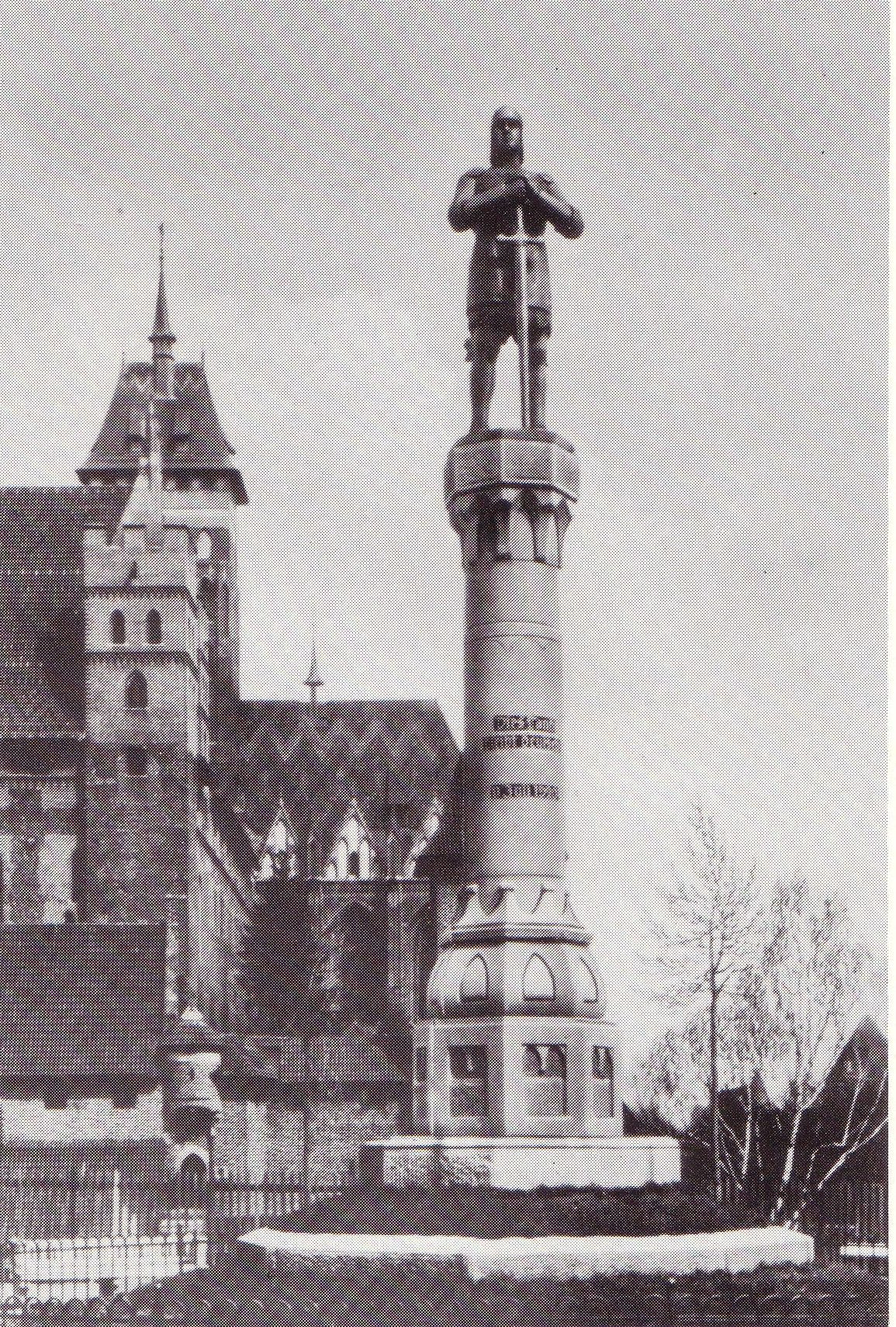
Abstimmungsdenkmal

Das Abstimmungsdenkmal Marienburg war eine Gedenksäule in Marienburg (heute Malbork, Polen), die an die Volksabstimmung von 1920 im Abstimmungsgebiet Marienwerder im nordöstlichen Westpreußen erinnerte.

## Hintergrund
Nach dem Versailler Vertrag befanden bei einer Volksabstimmung im Juli 1920 die Bewohner von vier westpreußischen und elf ostpreußischen Kreisen über die Angliederung an bzw. den Verbleib bei Ostpreußen (und damit bei Deutschland) oder den Zuschlag an die Zweite Republik Polen. Im Kreis Marienburg (Westpreußen) votierten 17.805 Stimmberechtigte für Ostpreußen und 191 für Polen. Im gesamten Abstimmungsgebiet Marienwerder stimmten 96.923 Wahlberechtigte für Ostpreußen und 8.018 für Polen.
Das auf einem Platz an der Südseite der Burg errichtete Denkmal bestand in seiner ursprünglichen Ausführung aus einer Säule, die von der Statue eines Ordensritters von Bildhauer Victor Seifert bekrönt war. Die Enthüllung fand am 4. Juni 1922 statt. Nach der Angliederung Marienburgs an Polen 1945 wurde anstelle des Ordensritters eine Statue der Jungfrau Maria auf der verkürzten Säule aufgestellt.